# Крістіана Емілія Шварцбург-Зондерсгаузенська
Крістіана Емілія Антонія Шварцбург-Зондерсгаузенська (нім. Christiane Emilie (or Aemilie) Antonie von Schwarzburg-Sondershausen, 30 березня 1681 — 1 листопада 1751) — принцеса Шварцбург-Зондерсгаузенська з роду Шварцбургів, донька 1-го князя Шварцбург-Зондерсгаузену Крістіана Вільгельма та графині Барбі-Мюлінгенської Антонії Сибілли, третя дружина герцога Мекленбург-Штреліцу Адольфа Фрідріха II. Бабуся королеви-консорта Великої Британії Шарлотти Мекленбург-Штреліцької.

## Біографія
Народилась 13 березня 1681 року у Зондерсгаузені п'ятою дитиною та другою донькою в родині графа Шварцбург-Зондерсгаузену Крістіана Вільгельма та його першої дружини Антонії Сибілли Барбі-Мюлінгенської. Її тітка Крістіна Єлизавета, яка приїхала допомогти матері з пологами, померла незабаром у Зондерсгаузені.
Основною резиденцією сімейства був Зондерсгаузенський замок. Крістіана Емілія мала старших братів Августа Вільгельма та Ґюнтера й сестру Магдалену Софію, а також меншу сестру Луїзу Альбертіну.
Втратила матір у 3-річному віці. Батько за чотири місяці одружився з принцесою Саксен-Веймарською Вільгельміною Крістіною, яка народила від нього ще восьмеро дітей. У 1697 році він отримав титул імперського князя.

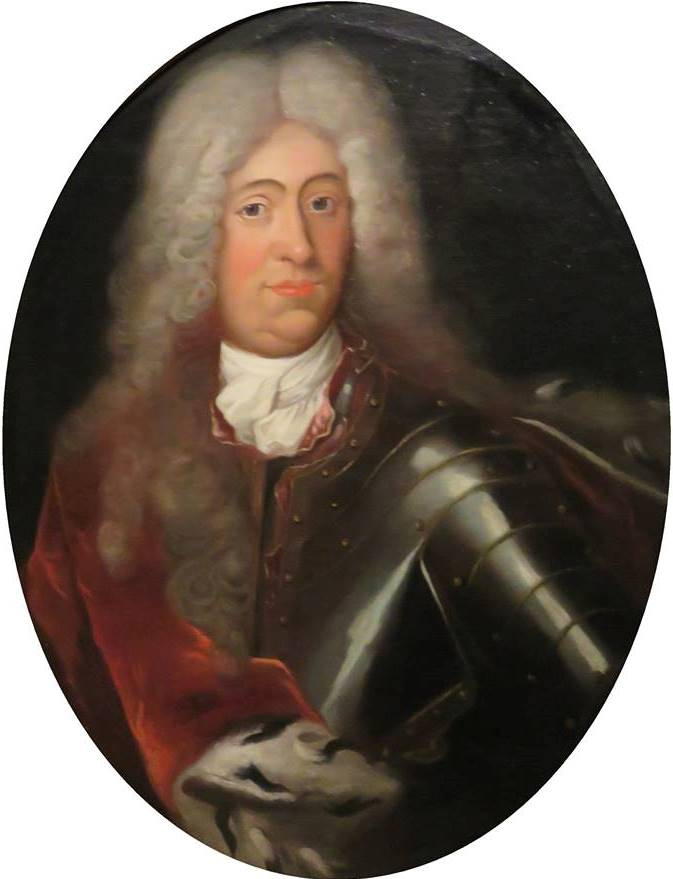
Портрет Адольфа Фрідріха II

У 24-річному віці Крістіана Емілія взяла шлюб із 46-річним герцогом Мекленбург-Штреліцу Адольфом Фрідріхом II. Весілля пройшло 10 червня 1705 у Штреліці. Наречений був двічі удівцем, мав сина та доньку від першого шлюбу. У шлюбі народила двоє спільних дітей. У травні 1708 року її чоловік помер і правителем Мекренбург-Стреліцу став його син від першого шлюбу. Крістіана Емілія з сином оселилися в замку на острові у Мірові, який був її удовиною резиденцією. У 1742 році в замку трапилася пожежа через удар блискавки. Реставрація будівель шла від 1749 до 1752 року.
Крістіана Емілія пішла з життя 1 листопада 1751 року у Мірові, маючи шестеро онуків. Похована у старій крипті місцевої церкви іоанітів. Єдиний син пережив її на сім місяців. Старший онук у грудні 1752 року став герцогом Мекленбург-Стреліцу за регентством матері.

## Родина
Чоловік —  Адольф Фрідріх II Мекленбург-Штреліцький
Діти:
- Софія Крістіана Луїза (1706—1708) — прожила 2 роки;
- Карл (1708—1752) — «принц Міровський», був одруженим з принцесою Саксен-Гільдбурггаузенською Єлизаветою Альбертіною, мав десятеро дітей.